# Aabach (Afte)
Der Aabach (auch Aa genannt) ist ein knapp 14,3 km langer, südwestlicher und orographisch linker Zufluss der Afte im nordrhein-westfälischen Hochsauerlandkreis und Kreis Paderborn.

## Geographie

### Verlauf
Der Aabach entspringt im Sauerland rund 6,5 km nördlich der Grenze zu Hessen zwischen Brilon im Westen und Marsberg im Osten am Ostrand der Briloner Hochfläche unweit der Nahtlinie zum nördlich gelegenen Sintfeld. Seine Quelle liegt etwa 1000 m nordwestlich vom Zentrum des Briloner Stadtteils Madfeld, 650 m südöstlich der unbewaldeten Bergkuppe Hogesknapp (482,8 m ü. NHN) und 900 m nordöstlich der leicht bewaldeten Bergkuppe Stemmel (ca. 505 m) auf rund 460 m Höhe.
Nach seinem Ursprung und nach Durchfließen eines kleinen Teichs (ca. 445 m) am Holzweg untertunnelt der Aabach auf rund 200 m Länge ein Wohnviertel im Nordteil von Madfeld und danach ein Ackergelände. Anschließend – wieder zutage getreten und nach Durchfließen einer Kläranlage − verläuft er in nordöstlicher Richtung durch die maximal 498,7 m (Berg Brautlicht) hohe Landschaft des Madfelder Waldes; dabei fließt er durch den äußersten Nordausläufer des Naturparks Diemelsee und durch das Naturschutzgebiet Aabachtal.
In dieser Waldlandschaft – zwischen Madfelder Wald im Westen und Fürstenberger Wald im Osten – münden in den Aabach die von Süden kommende Aue (im Aagrund), kurz darauf die von Südosten heran fließende Große Aa und etwas weiter nördlich die von Westen kommenden Bäche Bembruchssiepen und Schnadesiepen ein. Unterhalb der Einmündung des zuletzt genannten Bachs heißt der Aabach laut Deutscher Grundkarte – benannt nach diesem Aabach-Zufluss – auch Große Aa und Großer Aabach.
Den Naturpark Diemelsee verlassend fließt der Aabach weiter in Richtung Norden, um dann im Naturschutzgebiet Große Aa in die Vorsperre der Aabachtalsperre (345,7 m) zu münden, die sich südlich an den Südarm des Stausees angliedert. Danach durchfließt der Aabach die eigentliche Talsperre, die an der Nahtlinie zwischen Briloner Hochfläche im Südwesten und Sintfeld im Norden sowie zwischen Bad Wünnenberg im Nordnordwesten und Marsberg im Südosten in bewaldeter Landschaft liegt. Innerhalb dieses Stausees fließen dem Aabach neben der von Südosten kommenden Kleinen Aa die von Südwesten heran fließenden Bäche Murmecke und Hassbach (Haßbach) zu.
Unterhalb vom Damm des Aabachtalsperre verläuft der Aabach in nordnordwestlicher Richtung durch ein von bewaldeten Erhebungen gesäumtes Tal, wo er das Wasser der von Südwesten kommenden Fließgewässer Heidebringsbach und Waldbach aufnimmt.
Schließlich erreicht der Aabach Bad Wünnenberg, worin er vorbei am Paddelteich im Kurpark fließt und etwas später nach Westen abknickt, um letztlich an der ehemaligen Franzmühle auf 271 m Höhe in den aus Richtung Ostnordosten kommenden Alme-Zufluss Afte (Wiele) zu münden.

### Rhein-Weser-Wasserscheide
Das Quellgebiet des Aabachs liegt nahe der Rhein-Weser-Wasserscheide. Das bedeutet, dass sich das Wasser des Aabachs, der nach Nordosten fließt, durch die Afte, Alme und Lippe in hauptsächlich westnordwestlicher Richtung in den Rhein entwässert, während jenes der kleinen Fließgewässer, die auf der Südseite des Bergkamms entspringen, in überwiegend nordöstlicher Richtung durch die Hoppecke und Diemel in die Weser fließt.

### Einzugsgebiet und Zuflüsse
Das Einzugsgebiet des Aabachs ist 35,503 km² groß. Zu seinen Zuflüssen gehören – bachabwärts betrachtet:
| Name               | Seite  | Länge (ca. km) | Quell-          | Mündungs-       | EZG (km²) | Stat. (km) | GKZ       |
| Name               | Seite  | Länge (ca. km) | höhe (m ü. NHN) | höhe (m ü. NHN) | EZG (km²) | Stat. (km) | GKZ       |
| ------------------ | ------ | -------------- | --------------- | --------------- | --------- | ---------- | --------- |
| Aue                | rechts | 1,5            | 465,0           | 398,0           |           | 11,15      | 278244-12 |
| Große Aa           | rechts | 1,7            | 470,0           | 387,0           |           | 10,25      | 278244-14 |
| Bembruchssiepen    | links  | 2,1            | 452,5           | 372,0           |           | 9,10       | 278244-16 |
| Schnadesiepen      | links  | 2,6            | 470,5           | 369,0           |           | 8,65       | 278244-18 |
| Kleine Aa          | rechts | 5,5            | 465,0           | 345,7           | 6,102     | 5,65       | 278244-2  |
| Murmecke           | links  | 2,3            | 450,5           | 345,7           |           | 5,45       | 278244-92 |
| Hassbach (Haßbach) | links  | 0,5            | 399,0           | 345,7           |           | 4,45       | 278244-94 |
| Heidebringsbach    | links  | 2,5            | 415,0           | 300,0           |           | 3,45       | 278244-96 |
| Waldbach           | links  | 2,3            | 372,0           | 296,0           |           | 2,95       | 278244-98 |